# قرار مجلس الأمن التابع للأمم المتحدة رقم 1510
قرار مجلس الأمن التابع للأمم المتحدة رقم 1510، المتخذ بالإجماع في 13 تشرين الأول / أكتوبر 2003، بعد إعادة تأكيد جميع القرارات المتعلقة بالحالة في أفغانستان، ولا سيما القرارات 1386 (2001) و1413 (2002) و1444 (2002) والقرارين 1368 (2001) و1373 (2001) بشأن الإرهاب، مدد المجلس تفويض قوات المساعدة الدولية لمدة عام ووسع عملياتها خارج العاصمة كابول إلى مناطق أخرى.
وقد رحبت الحكومة الأفغانية بتبني القرار 1510، التي طالبت منذ فترة طويلة بتوسيع قوة المساعدة لإعادة تأكيد سيطرة الحكومة على البلاد.

## القرار

### أعمال
وبموجب الفصل السابع من ميثاق الأمم المتحدة، وسّع المجلس ولاية القوة الدولية للمساعدة الأمنية لدعم الإدارة الانتقالية الأفغانية وحلفائها لتوفير بيئة آمنة. وطُلب من القوة الدولية للمساعدة الأمنية العمل مع الإدارة الانتقالية وحلفائها والممثل الخاص للأمين العام وعملية الحرية الدائمة.
وفي الوقت نفسه، تم تمديد ولاية القوة الدولية للمساعدة الأمنية، التي كان من المقرر أن تنتهي في 20 ديسمبر 2003، لمدة اثني عشر شهرًا إضافية. سُمح للدول المشاركة في القوة باستخدام جميع التدابير اللازمة للوفاء بالولاية. وأخيراً، طُلب من قيادة القوة الدولية للمساعدة الأمنية تقديم تقارير ربع سنوية عن تنفيذ ولايتها.

## روابط خارجية
- نص القرار في undocs.org